# 1967 en sport automobile
Chronologie du Sport automobile
1966 en sport automobile - 1967 en sport automobile - 1968 en sport automobile

## Les faits marquants de l'année1967enSport automobile
- Denny Hulme remporte le Championnat du monde de Formule 1 au volant d'une Brabham-Repco.

## Par mois

### Janvier
- 2 janvier, (Formule 1) : Grand Prix automobile d'Afrique du Sud.

### Mars
- 12 mars : Race of champions

### Avril
- 1er avril : Mario Andretti et Bruce McLaren remporte les 12 heures de Sebring au volant d'une Ford GT40 Mk IV.

### Mai
- 7 mai (Formule 1) : Grand Prix automobile de Monaco.
- 30 et 31 mai : 500 miles d'Indianapolis

### Juin
- 4 juin (Formule 1) : Grand Prix automobile des Pays-Bas.
- 11 juin : vainqueur des 24 heures du Mans : Shelby-American Inc (États-Unis) avec au volant de la Ford GT40 Mk.IV, motorisé par un V8 Ford de 7.L, Dan Gurney (États-Unis) et A. J. Foyt (États-Unis). Il remporterons cette édition au terme de 388 tours..
- 18 juin (Formule 1) : Grand Prix automobile de Belgique.

### Juillet
- 2 juillet (Formule 1) : Grand Prix automobile de France.
- 15 juillet (Formule 1) : Grand Prix de Grande-Bretagne.

### Août
- 6 août (Formule 1) : Grand Prix automobile d'Allemagne.
- 27 août (Formule 1) : Grand Prix automobile du Canada.

### Septembre
- 10 septembre (Formule 1) : Grand Prix automobile d'Italie.
- 16 septembre : International Gold Cup

### Octobre
- 1er octobre (Formule 1) : sur le circuit de Watkins Glen, l'Écossais Jim Clark (Lotus-Ford/Cosworth) remporte le Grand Prix des États-Unis, en devançant son coéquipier Graham Hill et Denny Hulme (Brabham), signant la 23e victoire de sa carrière.

- 22 octobre (Formule 1) : en remportant, au volant de sa Lotus-Climax, le GP du Mexique de Formule 1, le pilote écossais Jim Clark — avec 24 victoires — égale le record du nombre de victoires en Grand Prix, établi dix ans plus tôt par le quintuple champion du monde argentin Juan Manuel Fangio.

### Novembre
- 12 novembre : Grand Prix automobile d'Espagne

## Naissances
- 5 janvier : David Donohue, pilote américain.
- 10 mars : John Flemming, pilote automobile de stock-car.
- 1er avril : Gildo Pallanca Pastor homme d'affaires et entrepreneur monégasque, promoteur immobilier, pilote automobile et propriétaire PDG de Venturi Automobiles.
- 3 avril : Mark Stephen Skaife, pilote australien.
- 6 mai : Christophe Pillon, pilote automobile suisse.
- 8 mai : Christian Abt, pilote automobile allemand, fondateur de l'écurie Prosperia C. Abt Racing.
- 18 mai : Heinz-Harald Frentzen, pilote automobile allemand.
- 23 mai : Didier Cottaz, pilote automobile français.
- 7 septembre : Kelvin Burt, pilote britannique.
- 14 septembre : Fritz Kreutzpointner III, pilote de courses allemand sur voitures de sport puis en camions.
- 4 octobre : Jason Plato, pilote automobile britannique.
- 31 octobre : Buddy Lazier, pilote automobile américain. Vainqueur du championnat IRL en 2000.
- 11 novembre : Gil de Ferran, pilote automobile brésilo-français.
- 17 novembre : Domenico Schiattarella, pilote automobile italien.
- 5 décembre : Fabio Danti, pilote automobile de courses de côte italien. († 3 juin 2000).
- 17 décembre : Ercan Kazaz, pilote de rallyes, turc.

## Décès
- 4 janvier :  Donald Malcolm Campbell, pilote britannique. (° 23 mars 1921).
- 15 février : Frank Duryea, constructeur automobile pionnier de l'industrie automobile américaine, et pilote à l'occasion. (° 8 octobre 1869).
- 10 mai : Lorenzo Bandini,  pilote automobile italien, (° 21 décembre 1935).
- 18 juin : Geki, pilote automobile italien. (° 18 juin 1967).
- 23 août : Georges Berger, pilote automobile belge, (° 14 septembre 1918).
- 17 septembre : Jean-Charles Rolland, pilote automobile français. (° 27 juillet 1935).
- 7 novembre : Ian Raby, pilote Britannique. (° 22 septembre 1921).
- 9 novembre : Leslie Brooke, pilote automobile anglais. (° 9 novembre 1967).